# Mürren
Mürren est un village de quelque 450 habitants et une station de ski réputée, située à 1 638 mètres d'altitude dans l'Oberland bernois, en Suisse.

## Géographie
Mürren est situé sur une terrasse en balcon au-dessus de la vallée de Lauterbrunnen. Une falaise verticale de près de 800 m de haut sépare ces deux localités. Mürren est lui-même dominé par le sommet du Schilthorn (2 970 m) sur lequel est implanté un téléphérique.
Mürren offre un panorama formidable du fameux trio Eiger-Mönch-Jungfrau ainsi que de toute la vallée de Lauterbrunnen.
Il est rattaché à la commune de Lauterbrunnen.

## Histoire
Mürren est l'une des toutes premières station de ski des Alpes. Les principes du ski de descente y ont été établis. En effet, c'est à Mürren que les membres du club « Downhill only » ont découvert l'intérêt du ski alpin et Sir Arnold Lunn y a inventé le slalom en 1922.

## Accès
L'accès en voiture n'y étant pas possible, passagers et marchandises doivent être transportés par téléphérique et train depuis le bourg de Lauterbrunnen, ou bien par téléphérique depuis Stechelberg.
En téléphérique, l'accès à Mürren est en général assuré par les compagnies :
- BLM (Bergbahnen Lauterbrunnen-Mürren), combinaison d’un téléphérique et d’un chemin de fer à voie étroite, qui rejoint Mürren après transfert par la gare de Grütschalp ;
- LSMS (Luftseilbahnen Stechelberg-Mürren-Schilthorn), téléphérique depuis Stechelberg, qui rejoint Mürren par Gimmelwald (en).

En décembre 2006, le funiculaire de Lauterbrunnen à Grütschalp a été remplacé par un téléphérique.
Pour le trajet entre Lauterbrunnen et Stechelberg, il est possible de prendre le CarPostal entre la Lauterbrunnen Bahnhof et les Stechelberg LSMS.
Pour les voyageurs en voiture, il existe deux parkings :
- l’un à Lauterbrunnen ;
- l’autre juste avant Stechelberg, près de la station du téléphérique LSMS.

## Patrimoine
- Deux églises dont l'ancienne église anglicane, construite par l'architecte anglais George Edmund Street en 1878[2].

## Tourisme
Mürren possède plusieurs hôtels et nombre d'appartements de vacances totalisant plus de deux mille lits. Il existe un total de 52 km (32 mi) de pistes de ski sur les flancs de la montagne.
À l'intérieur du village se trouve aussi un centre sportif qui comporte une piscine de 25 mètres, une salle d'entraînement, ainsi qu'une surface glacée pour curling.
Durant l'été, des terrains de tennis en sable sont aménagés près du Sportchalet, étant situés à 1 650 mètres au-dessus du niveau de la mer, ils font partie des terrains les plus élevés au monde.

## Cinéma
Mürren et ses environs (notamment le sommet voisin du Schilthorn) ont été amplement utilisés pour le tournage du film James Bond 007 de 1969, Au service secret de Sa Majesté, avec George Lazenby (dans le rôle de l'agent secret britannique) et Diana Rigg, rendue célèbre par la série Chapeau melon et bottes de cuir. La piste de bobsleigh, sur laquelle James Bond est poursuivi par Blofeld (interprété par Telly Savalas), se trouvait en effet sur le territoire communal : elle était déjà fermée en raison d'accidents mortels mais avait été mise à disposition pour les besoins du tournage.